# Aladdin (musical)
Aladdin is een musical gebaseerd op de gelijknamige animatiefilm van Disney uit 1992, geregisseerd door Casey Nicholaw. Het scenario van de musical is geschreven door Chad Beguelin. In de musical worden zowel de nummers uit de oorspronkelijke animatiefilm als gloednieuwe nummers gebracht.
In 2011 ging de musical in première in de 5th Avenue Theatre in Seattle. Na een nationale tour en een try-out periode in Toronto, ging de musical op 20 maart 2014 in première in het New Amsterdam Theatre op Broadway. Op 18 september 2021 ging de musical ook in Nederland in première. Sinds die datum speelt de musical daar in het AFAS Circustheater in Scheveningen.

## Verhaal
Aladdin, een arme jonge man, probeert te overleven op de straten van Agrabah, samen met zijn drie beste vrienden Babkak, Omar en Kassim. Samen gaan ze op tocht om eten te stelen, maar ze worden betrapt en moeten het op een lopen zetten voor de soldaten van de Sultan.
Ondertussen in het paleis van de Sultan probeert Jasmine te ontsnappen aan het leven dat ze al haar hele leven haat. Ze is het beu om in het paleis te leven, en zeker nu ze van haar vader moet trouwen. Met de hulp van haar 3 trouwe diensters weet Jasmine uit het paleis te ontsnappen. Voor het eerst is ze vrij. Jafar, de raadgever van de Sultan, wil na jaren van dienst hogerop klimmen. Hij zou graag de nieuwe Sultan worden, maar aangezien Jasmine zijn huwelijksaanzoek heeft afgewezen, probeert hij het op een andere manier. Samen met zijn hulpje Iago probeert hij een manier te vinden om in De Grot der Wonderen te geraken, om zo de Magische lamp te vinden. Maar dit is bijna onmogelijk, aangezien maar één speciale persoon toegang heeft tot de grot. Op de markt van Agrabah ontmoeten Jasmine en Aladdin elkaar. Ze komen echter snel in aanvaring met de soldaten. Ze vluchten en Aladdin neemt Jasmine mee naar zijn schuilplaats. Hier leren de twee elkaar beter kennen. Ze worden echter snel gevonden door de soldaten. Om hun leven te redden onthult Jasmine dat ze de prinses is, waarop ze wordt teruggestuurd naar het paleis.
Aladdin wordt ter dood veroordeeld, maar gered door Jafar en Iago. Ze vragen Aladdin om samen met hen naar De Grot der Wonderen te gaan om iets voor hen op te halen. Als dank voor het redden van zijn leven gaat Aladdin hierop in. Hij moet van Jafar een gouden lamp meebrengen, maar als Aladdin probeert om wat gouden munten uit de grot mee te nemen, wordt hij in de grot opgesloten. Hier ontmoet hij bijna onmiddellijk de Genie, die hem 3 wensen geeft. Aladdin ziet zijn kans om een beter leven te hebben en om te trouwen met prinses Jasmine. Als Prins Ali gaat hij om de hand van Jasmine vragen bij de Sultan. Uiteindelijk krijgt Jafar de lamp in handen en gebruikt zijn wensen om de macht in Agrabah over te nemen. Nadat Aladdin heeft gezegd dat de Genie nog machtiger dan Jafar is gebruikt Jafar zijn laatste wens om in een nog machterige Genie te veranderen, maar hij komt vrijwel direct in zijn lamp vast te zitten. Aladdin gebruikt zijn laatste wens om Genie vrij te maken en daarna mag hij met Jasmine trouwen van de Sultan.

## Nummers
Eerste akte
- Ouverture - Instrumentaal
- Arabian Nights - De geest & Ensemble
- One Jump Ahead - Aladdin
- Proud of Your Boy - Aladdin
- These Palace Walls - Jasmine & Diensters
- Babkak, Omar, Aladdin, Kassim - Babkak, Omar, Aladdin, Kassim, Jasmine & Ensemble
- A Million Miles Away - Aladdin & Jasmine
- Diamond in the Rough - Jafar, Iago & Aladdin
- Friend Like Me - De geest, Aladdin & Ensemble
- Finale Eerste Acte - De geest & Aladdin

Tweede akte
- Prince Ali - De geest, Babkak, Omar, Kassim & Ensemble
- A Whole New World - Aladdin & Jasmine
- High Adventure - Babkak, Omar, Kassim & Ensemble
- Proud of Your Boy (Reprise) - Aladdin
- Prince Ali (Reprise I) - Sultan & Ensemble
- Prince Ali (Reprise II) - Jafar
- Finale Ultimo - Allen
- Curtain Call

## Cast
| Rol           | Broadway (2014-heden) | West End (2016-2019)  | Hamburg, Duitsland (2015-2019)              | Stuttgart, Duitsland (2019-2023)           | Scheveningen, Nederland (2021-2023)                        |
| ------------- | --------------------- | --------------------- | ------------------------------------------- | ------------------------------------------ | ---------------------------------------------------------- |
| Aladdin       | Adam Jacobs           | Dean John Wilson      | Richard-Salvador Wolff, Philipp Büttner     | Philipp Büttner, Gonzalo Campos López      | Jonathan Vroege, Davy Reedijk                              |
| Jasmine       | Courtney Reed         | Jade Ewen             | Myrthes Monteiro, Nienke Latten             | Nienke Latten, Mae Ann Jorolan, Rita Sebeh | Keoma Aidhen                                               |
| Genie / Geest | James Monroe Iglehart | Trevor Dion Williams  | Enrico De Pieri, Kristofer Weinstein-Storey | Maximilian Mann                            | Stanley Burleson, Nigel Brown                              |
| Jafar         | Jonathan Freeman      | Don Gallagher         | Ethan Freeman                               | Paolo Bianca                               | Roberto de Groot, Sander van Voorst tot Voorst (alternate) |
| Iago          | Don Darryl Rivera     | Peter Howe            | Eric Minsk                                  | Eric Minsk, Terry Alfaro                   | Darren van der Lek, Tommie Luyben                          |
| Sultan        | Clifton Davis         | Irvine Iqbal          | Claus Dam                                   | Claus Dam                                  | Michel Sorbach, Sander van Voorst tot Voorst (alternate)   |
| Babkak        | Brian Gonzales        | Nathan Amzi           | Stefan Tolnai                               | Rafael van der Maarel                      | Florian Avoux                                              |
| Omar          | Jonathan Schwartz     | Rachid Abitri         | Pedro Reichert                              | Robin Cadet, Edwin Parzefall               | Dave Rijnders                                              |
| Kassim        | Brandon O'Neill       | Stephen Rahman-Hughes | Philipp Hägeli                              | Nicolas Christahl                          | Jermaine Faber                                             |

## Productie
In november 2010. kondigde Alan Menken in een interview aan dat er gewerkt werd aan een musical-adaptatie van de disneyfilm Aladdin uit 1992. Tevens kondigde hij hierin aan dat naast het gebruiken van nieuwe nummers en nummers uit de animatiefilm, er ook nummers in de voorstelling zouden zitten die oorspronkelijk voor de animatiefilm geschreven waren, maar doordat het verhaal van de film compleet werd herschreven, uit de film werden geschreven.
Op 1 juni 2011 kondigde de 5th Avenue Theatre in Seattle (waar de musical oorspronkelijk in première ging) aan dat Jonathan Freeman gecast was in de rol van Jafar, het personage waar hij in 1992 zijn stem aan leende.

## Prijzen en nominaties
| Jaar | Award            | Categorie                                         | Genomineerde | Resultaat   |
| ---- | ---------------- | ------------------------------------------------- | --- | ----------- |
| 2014 | Tony Award       | Best Musical                                      | Best Musical | Genomineerd |
| 2014 | Tony Award       | Best Book of a Musical                            | Chad Beguelin | Genomineerd |
| 2014 | Tony Award       | Best Original Score                               | Alan Menken, Howard Ashman, Tim Rice and Chad Beguelin                                                                                            | Genomineerd |
| 2014 | Tony Award       | Best Performance by a Featured Actor in a Musical | James Monroe Iglehart | Gewonnen    |
| 2014 | Tony Award       | Best Choreography                                 | Casey Nicholaw | Genomineerd |
| 2014 | Drama Desk Award | Outstanding Musical                               | Outstanding Musical | Genomineerd |
| 2014 | Drama Desk Award | Outstanding Book of a Musical                     | Chad Beguelin | Genomineerd |
| 2014 | Drama Desk Award | Outstanding Music                                 | Alan Menken | Genomineerd |
| 2014 | Drama Desk Award | Outstanding Lyrics                                | Howard Ashman, Tim Rice and Chad Beguelin | Genomineerd |
| 2014 | Drama Desk Award | Outstanding Actor in a Musical                    | Adam Jacobs | Genomineerd |
| 2014 | Drama Desk Award | Outstanding Featured Actor in a Musical           | James Monroe Iglehart | Gewonnen    |
| 2014 | Drama Desk Award | Outstanding Choreography                          | Casey Nicholaw | Genomineerd |
| 2015 | Grammy Award     | Best Musical Theater Album                        | James Monroe Iglehart, Adam Jacobs & Courtney Reed (principal soloists); Frank Filipetti, Michael Kosarin, Alan Menken & Chris Montan (producers) | Genomineerd |

## Internationale versies
Op 29 september 2014 kondigde Walt Disney Theatrical Productions en Shiki Theatre Company de allereerste Internationale versie van de musical aan in Japan. De voorstelling zijn er gestart in mei 2015 in het Dentsu Shiki Theatre Umi in Tokio.
Op 29 oktober 2014 kondigde Walt Disney Theatrical Productions en Stage Entertainment aan dat in het The Stage Theatre Neue Flora in Hamburg de eerste Europese versie van de musical in première zou gaan. De musical zal er in december 2015 in première gaan.
Op 30 juli 2015 werd bekend dat in de zomer van 2016, de musical naar West-End zal gaan.